# Liste von Burgen und Befestigungsanlagen im Ohmgebirge
Die Liste von Burgen und Befestigungsanlagen ist ein Verzeichnis von historischen Burgen, Warten und weiteren Befestigungsanlagen auf und am Höhenzug des Ohmgebirges im Landkreis Eichsfeld in Thüringen.

## Hintergründe
Das Ohmgebirge ist ein bis 533 Meter hohes Muschelkalkgebirge im nordöstlichen Teil des Landkreises Eichsfeld zwischen der nordwestlichen Muschelkalkumrahmung des Thüringer Beckens bei Leinefelde-Worbis und dem Harz. Am Nordrand des Ohmgebirges verlief die Stammesgrenze zwischen thüringischen und sächsischen Volksstämmen, welche vermutlich mit einer Landwehr geschützt wurde. Noch heute bildet diese Besiedlungsgrenze die Sprachgrenze zwischen dem Niederdeutschen und dem Mitteldeutschen Dialekt im Eichsfeld. Östlich des Ohmgebirges verlief die mittelalterliche Landwehr zwischen dem kurmainzischen Eichsfeld und der Grafschaft Hohnstein.

## Liste der Befestigungsanlagen
Die Liste ist sortiert nach Befestigungsanlagen entlang der Schichtstufe des Ohmgebirges in Uhrzeigersinn beginnend bei Worbis. Einbezogen wurden die Befestigungsanlagen auf den beiden südöstlich des Ohmgebirges gelegenen Zeugenbergen Harburg und Hasenburg.
| Ort / Lage             | Name                               | Typ          | Entstehungszeit | Besonderheiten Erhaltungszustand                                | Bild |
| ---------------------- | ---------------------------------- | ------------ | --------------- | --------------------------------------------------------------- | ---- |
| Worbis                 | Burg Worbis                        | Wasserburg   | vor 1289        | heute des Rentamt                                               |      |
| Worbis                 | Knickelberg                        | Knick        | vor 1289        | Teil einer Landwehr nordöstlich von Worbis                      |      |
| Wintzingerode          | Mühlhäuser Burg                    | Spornburg    |                 | Wälle, Gräben hochmittelalterliche Anlage                       |      |
| Wintzingerode          | Burg Bodenstein                    | Spornburg    | 11. Jahrhundert |                                                                 |      |
| Trogberg Wintzingerode |                                    | Wartturm     |                 | Rundhügel als Teil einer Landwehr                               |      |
| Wehnde                 | Wehnder Warte oder Feuerhakenwarte | Wartturm     | 1430            | als Teil der Duderstädter Landwehr                              |      |
| Wehnde                 | Rundelchen                         | Wasserburg   |                 | nichts mehr erhalten                                            |      |
| Brehme                 | Schwedenschanze                    | ev. Wallburg |                 | unklare Befestigungsanlage                                      |      |
| Brehme                 | Warte auf dem Graseforst           | Wartturm     | nach 1440?      | fertiggestellte Warte unklar                                    |      |
| Holungen               | Urbenschanze                       |              |                 | kleine hochmittelalterliche Befestigung ev. Teil einer Landwehr |      |
| Holungen               | Holunger Knick                     | Knick        | vor 1432        | Teil eine Landwehr                                              |      |
| Hauröden               | Knick                              |              |                 | Teil einer Landwehr                                             |      |
| Haynrode               | Matzenburg                         | Wallanlage   | 1545 erwähnt    | nichts mehr vorhanden                                           |      |
| Haynrode               | Hasenburg                          | Höhenburg    | vor 1073        | steinzeitliche Höhensiedlung frühmittelalterliche Burganlage    |      |
| Haynrode               | Harburg                            | Höhenburg    | 1073            |                                                                 |      |
| Haynrode               | Knick in Richtung Warteberg        | Knick        |                 | Teil einer Landwehr                                             |      |
| Breitenworbis          | Wallburg auf dem Klei              | Wallburg     |                 | vorgeschichtliche Volksburg                                     |      |
| Kirchworbis            | Holzknick in Richtung Langenberg   | Knick        |                 | Teil einer Landwehr                                             |      |

Folgende Burgen sind fraglich, da kaum Spuren vorhanden sind und keine gesicherten schriftlichen Nachweise bekannt sind:
- Matzenburg bei Haynrode
- Burg Wildungen bei Brehme